# 590年代
| 千纪： | 1千纪                                                                                  |
| 世纪： | 5世纪 \| 6世纪 \| 7世纪                                                                |
| 年代： | 560年代 \| 570年代 \| 580年代 \| 590年代 \| 600年代 \| 610年代 \| 620年代              |
| 年份： | 590年 \| 591年 \| 592年 \| 593年 \| 594年 \| 595年 \| 596年 \| 597年 \| 598年 \| 599年 |

590年代是指590年至599年的十年。

## 出生

### 594年
- 李世勣，唐朝大臣（逝世于669年，75岁）
- 張公謹，唐朝初期政治人物和軍事將領。
- 牛頭法融，牛頭宗初祖。
- 8月7日——皇极天皇，日本第35和第37代天皇（逝世于645年，51岁）

## 逝世

### 593年
- 慧可，俗名姬光，被尊為禪宗二祖。